# Friedrich von Smitt
Friedrich von Smitt (russisch Фридрих фон Смитт; * 9. Januarjul. / 20. Januar 1787greg. in Narwa; † 11. Märzjul. / 23. März 1865greg. in St. Petersburg) war ein russischer Historiker deutscher Herkunft.

## Leben
Smitts Vater war Erster Notarius des Narwaer Magistrats und starb 1801. Smitt besuchte die städtische Schule in Narwa und erhielt dann Privatunterricht zusammen mit den Brüdern Seydlitz. 1804 wurde er nach Kiel zum Studium der Theologie an der Universität Kiel geschickt. Allerdings interessierte er sich mehr für die Politik- und Militärwissenschaft, zumal er sich dank seines Onkels Merkel mütterlicherseits, der als Generalmajor der Artillerie an den Feldzügen Alexander Wassiljewitsch Suworows in Polen-Litauen und gegen das Osmanische Reich teilgenommen hatte, schon früh für den großen Feldherrn Suworow begeisterte.
Nach dem Abschluss des Studiums arbeitete Smitt als Lehrer in Narwa. Später ging er nach Moskau und studierte eifrig die alte russische Geschichte. Im Französisch-Russischen Krieg 1812 trat Smitt als Kornett in ein Freiwilligen-Regiment der Kavallerie in St. Petersburg ein. Auf dem Marsch nach Riga erkrankte er schwer an Typhus. Er verlor das Gehör und wurde aus dem Militärdienst entlassen. Smitt gelang es, Assistent des Postkommissars in Warschau zu werden. Später wurde er Kanzleileiter des Barons Pjotr Rosen und dann Militärpolizeidirektor in der russischen Armee im Sommerfeldzug von 1815 gegen Napoleon. 1815–1822 nahm Smitt verschiedene Kanzlei- und Intendanturaufgaben wahr. Schließlich wurde er Zensor für Zeitungen am Postamt in Wilna.
In Wilna entstand Smitts Hauptwerk über Suworow und den Untergang Polens, das unvollendet blieb. Der zweite Teil erschien 1858, während er für den dritten Teil nur Skizzen und Dokumente hinterließ. Die russische Ausgabe des ersten Teils erschien 1886. Daneben befasste sich Smitt mit dem Französisch-Russischen Krieg 1812 und den polnischen Aufstand 1830–1831 mit dem Feldzug Iwan Fjodorowitsch Paskewitschs. Auch gab er die Denkwürdigkeiten Woldemar Hermann von Löwensterns heraus.
Für seine Werke wurde ihm 1865 der Demidow-Preis verliehen. Seit 1863 war er korrespondierendes Mitglied der Russischen Akademie der Wissenschaften.